# Rhododendron pulchrum
Rhododendron pulchrum là một loài thực vật có hoa trong họ Thạch nam. Loài này được Sweet miêu tả khoa học đầu tiên năm 1831.